# Medwyn Goodall
Medwyn Goodall (1961) è un musicista e compositore britannico, noto anche con lo pseudonimo Midori, per lo più associato al genere new age.

## Biografia
Nato nello Yorkshire, vive con la moglie Wendy in Cornovaglia.
Goodall ha cominciato a comporre brani originali da ragazzo, guadagnando notorietà con la sua band Trax. Polistrumentista, ha imparato a suonare una vasta gamma di strumenti, tra cui il mandolino, pianoforte, batteria, arpa, flauto, glockenspiel, flauto di Pan, vibrafono e sintetizzatore, e registrò il suo primo album a 26 anni. Egli è un compositore prolifico, avendo registrato oltre 75 album. È andato in testa alle classifiche di musica del Regno Unito due volte e ha venduto oltre tre milioni di album. Il suo primo album è stato Emergence (1987), pubblicato dalla New World Music. I suoi primi album sono stati pubblicati anche da Oreade Music. Medwyn Goodall ha poi creato la MG Music, una etichetta discografica specializzata in musica New Age.
Ha prodotto album su cui ha eseguito, mixato e masterizzato ogni canzone. Solo in due suoi album, OM (2006), prodotto insieme a Terry Oldfield e OM2 (2010), prodotto insieme ad Aroshanti si è avvalso della collaborazione di altri artisti.
Molte delle recenti uscite di Goodall sono stati sotto lo pseudonimo di Midori. Egli spiega che ha scelto questo alias in modo da "potrebbe registrare i progetti che erano più etnico, orientale, o prodotto per le arti curative" senza confondere i fan della sua altra musica.
Una sua traccia, Free Spirit tratta da The Mind Body Soul Series: Meditation & Visualization del 2001 presenta lo stesso campione dei Spectrasonics  "Distorted Reality", presente nella musica "Summer Forest" nel videogioco Spyro 2: Gateway to Glimmer, composto da Stewart Copeland.

## Discografia
Questa è una lista di album pubblicati come Medwyn Goodall, non contiene album pubblicati sotto il nome di Midori, alias con cui ha pubblicato la musica di guarigione.

### Album in studio
- 1986 – Emergence
- 1987 – Innocence
- 1987 – Paradise Moon
- 1988 – Kindred Spirits
- 1988 – In the Stillness of a Moment
- 1989 – Angel Sleep
- 1989 – Gifts of Comfort and Joy
- 1990 – The Druid Trilogy Volume I: Druid
- 1990 – The Druid Trilogy Volume II: Merlin
- 1990 – The Druid Trilogy Volume III: Excalibur
- 1991 – Medicine Woman
- 1991 – Earth Healer
- 1992 – Great Spirit
- 1992 – The Way of the Dolphin
- 1992 – Kingdom of the Sun God
- 1993 – Eagle Spirit
- 1993 – Coral Sand
- 1993 – Antarctica, The Last Wilderness
- 1993 – Leo, 24 July – 23 August
- 1994 – Four Horsemen, The Waves of Ascension
- 1994 – Return To Eden, Part 2 of the Waves of Ascension Trilogy
- 1994 – Alpha & Omega, Part 3 of the Ascension Trilogy
- 1994 – Siesta
- 1994 – Goddess From the Sea (originally released as Neptune, God of the Oceans)
- 1994 – Golden Dreams, Forever (originally released as Magical Amsterdam)
- 1994 – Nazca, Land of the Incas
- 1994 – Green Dream, Chill Out 1
- 1995 – Purple Dream, Chill Out 2
- 1995 – Where Angels Tread
- 1995 – Guardian Spirit
- 1995 – Moon Goddess
- 1995 – The Arthurian Collection Vol. 1: The Grail Quest'(originally released as Grail Quest)
- 1995 – The Arthurian Collection Vol. 2: The Gift of Excalibur (originally released as The Gift of Excalibur)
- 1996 – The Arthurian Collection Vol. 3: The Fair Queen Guinevere (originally released as Guinevere)
- 1995 – The Arthurian Collection Vol. 4: Tintagel, Castle of Arthur (originally released as Tintagel)
- 1996 – The Arthurian Collection Vol. 5: The Round Table (originally released as The Round Table)
- 1996 – Priestess, Return to Atlantis
- 1996 – Winds Across the Pacific
- 1996 – Alcazar, Flame of Passion
- 1996 – Spirit of Christmas
- 1996 – Shoshone Dream
- 1996 – King Shaman: Rhythms of the World
- 1997 – Ancient Nazca: Inca Mysteries
- 1997 – The Dolphin Quest
- 1997 – Clan: A Celtic Journey
- 1997 – The Way of the Ocean
- 1997 – A Christmas Tapestry
- 1998 – Medwyn’s Cornwall
- 1998 – Medicine Woman II: The Gift
- 1998 – Wisdom of the Forest
- 1999 – Comet
- 1999 – Millennium
- 1999 – Music with Natural Sounds: Peaceful Garden (RSPB commission)
- 1999 – The Scroll: Part II of the Clan Trilogy
- 2000 – Essence of Magic
- 2000 – Timeless
- 2000 – Lightstream
- 2000 – Sacred Medicine
- 2000 – The Dragon’s Breath (originally released as Dragon's Keep)
- 2000 – Natural Sounds With Music: Water
- 2000 – Natural Sounds With Music: Island
- 2001 – Natural Sounds With Music: Birds
- 2001 – Natural Sounds With Music: Farm
- 2001 – Snows of Kilimanjaro
- 2001 – Anam Cara
- 2001 – Earth Love
- 2001 – Medwyn Goodall's Seasons: Autumn
- 2001 – Medwyn Goodall's Seasons: Spring
- 2001 – Medwyn Goodall's Seasons: Summer
- 2001 – Medwyn Goodall's Seasons: Winter
- 2001 – Natural Balance: English Summer
- 2001 – Natural Balance: April Showers
- 2001 – Natural Balance: Calm Ocean
- 2001 – Natural Balance: Call of the Dolphin
- 2001 – The Mind Body Soul Series: Meditation & Visualization
- 2002 – Rhythm of the Ancients
- 2003 – Chronicles: An Epic Tale in Music
- 2003 – Medicine Woman III: The Rising
- 2003 - Medwyn's Cornwall
- 2003 – Classics for Healing
- 2004 – Classics for Tranquillity
- 2004 – Classics for Creativity
- 2004 – Eye of the Wolf
- 2005 – Tribal Nation
- 2005 – The Sorcerer’s Daughter
- 2005 – OM
- 2006 – Earth Goddess (same as Island Bliss)
- 2006 – Life Style Series: Music for Crystal Healing
- 2006 – Life Style Series: Music for The Dolphin Experience
- 2006 – Life Style Series: Music for Healing
- 2006 – Life Style Series: Music for Perfect Sleep
- 2006 – Life Style Series: Music for Aromatherapy & Massage
- 2008 – Serve Chilled (with Tim Rock)
- 2008 – Amun Ra
- 2008 – Origins
- 2009 – Medicine Woman IV: Prophecy 2012
- 2009 – Druid II
- 2009 – OM 2
- 2010 – Clan III: The Lands Beyond
- 2011 – With Every Breath (with Aroshanti)
- 2011 – Tears of the Dragon
- 2011 – Knight
- 2012 – Earth Healer 2
- 2012 – Moon Goddess 2
- 2012 – Thunder Drums (Taiko)
- 2013 – The Wild Series Vol. 3: Turtle Island
- 2013 – Music for Children: The Light of the Moment
- 2014 – Dreamweaver
- 2014 – Medicine Woman 5: Transformation
- 2015 – Renaissance
- 2015 – Beautiful World
- 2016 – The Portal
- 2016 – Kissed by the Sun

### Raccolte
- 1995 – Pagan Dawn
- 1997 – All Good Things
- 1997 – Visions
- 1999 – The Best of Medwyn Goodall
- 2004 – King Arthur (3-CD box set)
- 2004 – Momentum (1990–2004)
- 2004 – Land of the Inca
- 2009 – 25th Anniversary Best Of
- 2013 – Music for the Imagination: Dragons in the Mist
- 2013 – Music of the Goddess: She
- 2013 – Music for Sleep & Rejuvination: Golden Slumbers
- 2013 – Music for Relaxation & Healing: Bliss
- 2013 – Music for Joy & Energy: Light in the Rhythm
- 2013 – Music for Inspiration: Inca Gold
- 2013 – Music for Dream & Wonder: Realm of Dreams
- 2014 – Essential Medwyn
- 2014 – The Guitar Man
- 2015 – Manitou the Great Spirit
- 2015 – Spirit Journey
- 2015 – The Wisdom of Ages

### Singoli
- 2013 – Sanskrit

### Videografia
- DVD – Dolphins and Sea
- DVD – Medwyn Goodall’s Natural World
- DVD– Native Spirit

### Opere
- Autobiography – No Strings Attached